# Alpinizm

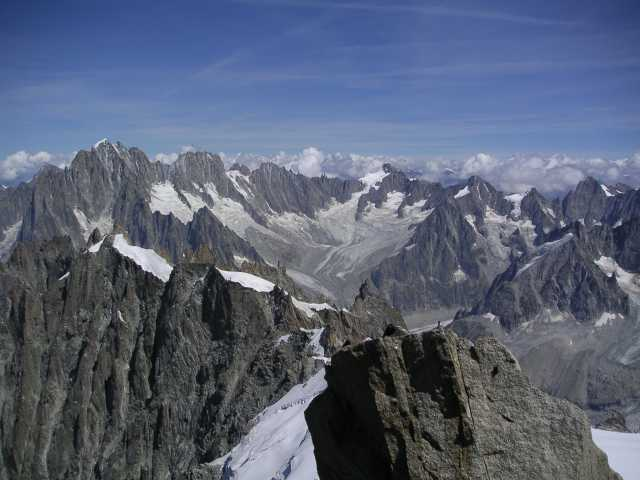
Alpy widziane z Aiguille du Midi (3842 m) – masyw Mont Blanc

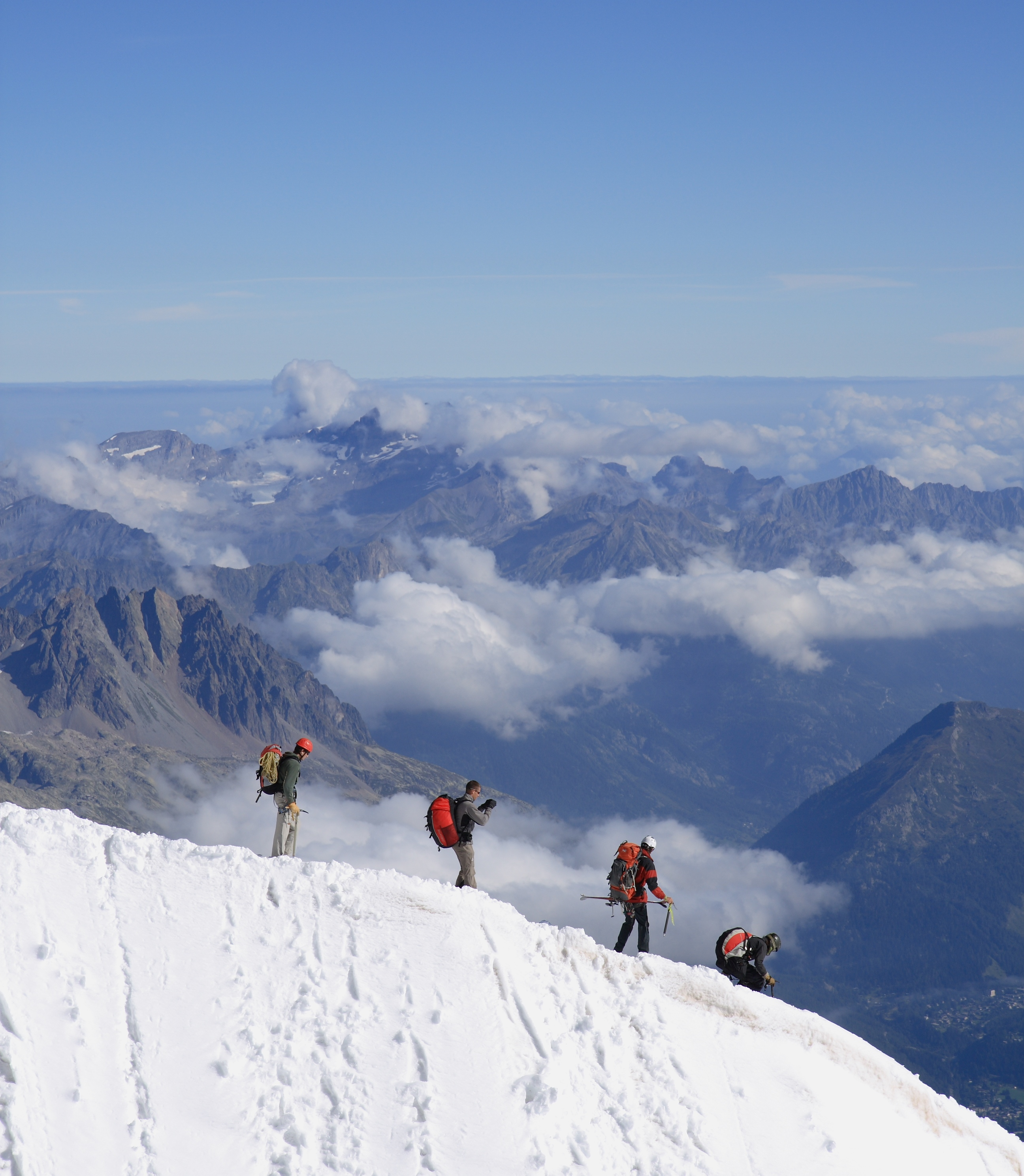
Alpiniści schodzący z Aiguille du Midi

Alpinizm, wspinaczka górska – wielowyciągowa wspinaczka uprawiana w terenie górskim wymagająca specjalistycznego sprzętu wspinaczkowego (lina, uprząż, haki itp.), jak też umiejętności niezbędnych do wspinania i korzystania ze sprzętu to cechy wyróżniające wspinaczkę górską. Do jej szczególnych przypadków należy taternictwo i himalaizm.
Alpinizm ma dwa albo trzy znaczenia, szersze i węższe.
1A. W sensie najbardziej dosłownym alpinizm to każda wspinaczka górska uprawiana w Alpach.
1B. W sensie potocznym alpinizm to każda wspinaczka górska (inaczej wspinaczka wysokogórska) uprawiana w górach wysokich (o rzeźbie alpejskiej), ale nie tylko w samych Alpach.
2. Natomiast według polskich ustawodawców alpinizm jest szerszą dziedziną sportu, obejmującą w zasadzie każdy rodzaj wspinaczki wymagający przygotowania specjalistycznego oraz przeważnie specjalistycznego ekwipunku i umiejętności samodzielnego posługiwania się nim. Są to:
- wspinaczka sportowa,
- wspinaczka wysokogórska,
- alpinizm jaskiniowy
- narciarstwo wysokogórskie.

W kilku językach występują odpowiedniki określeń „chodzący po górach”, „chodzenie po górach” (niemieckie Bergsteiger, czeskie i słowackie horolezec, horolezectvo/~ctví) lub zbliżone angielskie mountaineer czy hiszpańskie montañismo. Również szerokie znaczeniowo, choć związane z konkretnym masywem Tatr jest polskie taternik i taternictwo, które nosiło kiedyś w języku polskim charakter bardziej uniwersalny, ale zostało w owym najszerszym znaczeniu zdominowane przez słowo alpinizm.
Dziś określenie alpinizm i alpinista jest powszechnie zrozumiałe w świecie (w krajach anglosaskich jest jednak silniej związane z Alpami, więc poprawne tłumaczenie polskich słów alpinizm, alpinista na angielski w przypadku owego szerszego kontekstu powinno być na ogół mountaineering, mountaineer, a dopiero w szczególnym kontekście na alpinism, alpinist).
Ze względu na to, że Alpy obfitują w niemal każdy rodzaj formacji skalnych i lodowych, oraz na to, że większość technik wspinaczkowych została zapoczątkowana w Alpach, termin alpinizm w języku polskim rozszerzył swe znaczenie na wszystkie rodzaje wspinaczki górskiej, niezależnie od tego, jak i gdzie się ją uprawia – i choć po II wojnie światowej rywalizował w tym ogólniejszym znaczeniu z terminem taternictwo, to tę rywalizację wygrał. Natomiast inne terminy urobione od konkretnych łańcuchów górskich, takie jak andynizm, himalaizm, a nawet pireneizm, dotyczą wspinaczki ograniczonej geograficznie do konkretnych rejonów.
Stąd np. nazwa organizacji, zrzeszającej większość klubów wysokogórskich (czyli klubów wspinaczkowych) w Polsce, brzmi Polski Związek Alpinizmu.
Powszechnie uznaje się, iż inicjatorem alpinizmu w sensie dosłownym (1A), rozumianego jako poznawanie i zdobywanie Alp metodami wspinaczkowymi, był w II połowie XVIII wieku szwajcarski przyrodnik z Genewy Horacy-Benedykt de Saussure.